# Tang-e Vīzhdarband
Tang-e Vīzhdarband (persiska: تنگ ویژدربند) är en ravin i Iran.   Den ligger i provinsen Ilam, i den västra delen av landet, 500 km sydväst om huvudstaden Teheran. Tang-e Vīzhdarband ligger 776 meter över havet.
Terrängen runt Tang-e Vīzhdarband är huvudsakligen lite bergig. Tang-e Vīzhdarband ligger nere i en dal. Runt Tang-e Vīzhdarband är det glesbefolkat, med 15 invånare per kvadratkilometer. Närmaste större samhälle är Şāleḩābād, 15,9 km väster om Tang-e Vīzhdarband. Omgivningarna runt Tang-e Vīzhdarband är i huvudsak ett öppet busklandskap.